# Kantsteek

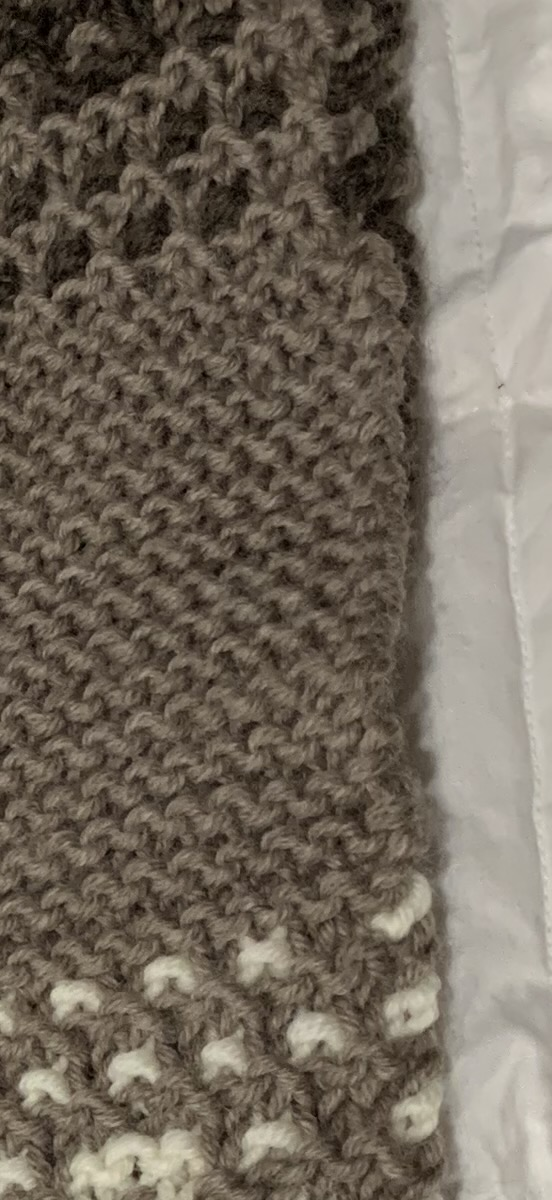
Kantsteek passend bij een sjaal in ribbelsteek

Een kantsteek is een breisteek die aan het begin en aan het eind van elke naald gemaakt wordt, met als doel de rand (zelfkant) van het breiwerk netjes te maken. De kantsteek wordt meestal anders gebreid dan de rest van het breiwerk. De reden voor het gebruik van een kantsteek is om te voorkomen dat een breiwerk aan de zijkanten een onregelmatig uiterlijk krijgt. Bij het met de hand en een naainaald in elkaar zetten van verschillende onderdelen van een breiwerk wordt de naald na de kantsteek ingestoken, zodat de kantsteek zelf niet zichtbaar is.

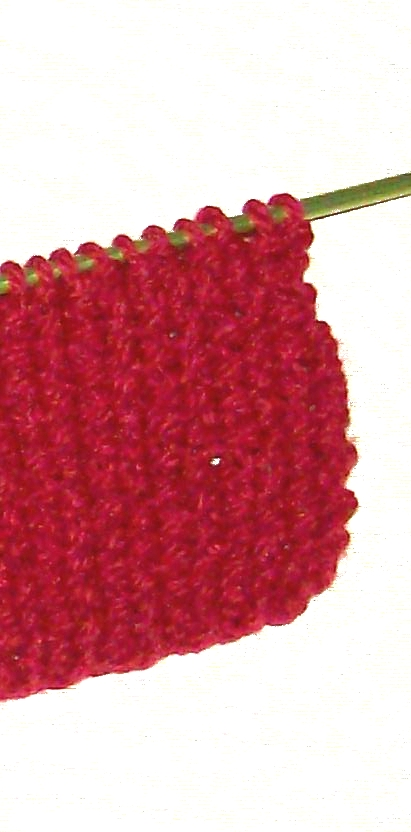
Breiwerk zonder speciale kantsteek, met onregelmatige zelfkant

Er bestaan veel verschillende manieren om een kantsteek te breien.
- De simpelste manier is om de eerste steek van elke naald af te halen. Er ontstaan aan de zijkanten van het werk dan vrij grote lussen. Deze steek is geschikt om de steken weer op te nemen als op de zijkant een nieuw gedeelte aangebreid moet worden.[3]
- Een variant hiervan is om de eerste steek van de naald altijd averecht af te halen, en de laatste steek van elke naald recht te breien. Daarmee ontstaat een kantsteek die eruitziet als een nette rij kettingsteken. Door de eerste steek van een naald recht af te halen en de laatste averecht te breien wordt hetzelfde effect bereikt.[1]
- Een tweede variant is de eerste steek afhalen en de laatste steek verdraaid recht breien.[2] Dan wel de eerste steek juist verdraaid recht afhalen en de laatste steek recht breien.[4]
- Bij de Engelse variant van de kantsteek worden aan de goede kant van het werk de eerste en de laatste steek recht afgehaald, aan de verkeerde kant worden beide averecht gebreid. Daardoor ontstaan gedraaide lussen aan de zijkant.[5]
- De ribbelsteek - kantsteek wordt gemaakt door zowel de eerste als de laatste steek van elke naald altijd recht te breien. Er komt dan een rijtje ribbelsteken langs de rand. Dit is geschikt voor breiwerk in ribbelsteek, maar ook voor het afwerken van sjaals.[1] Om te voorkomen dat er te ruime lussen ontstaan, worden de steken strak aangetrokken.[6]
- Een variant hierop is de draad voor de laatste steek van de naald naar voren te halen, de laatste steek af te halen, en na het draaien van het werk de eerste steek weer recht te breien. Daarmee ontstaan regelmatige v-vormige steken aan de rand.[2]
- Voor afwerking van breiwerk in de tricotsteek wordt zowel de eerste als de laatste steek van de heengaande naald recht gebreid, in de teruggaande naald averecht. Daarmee ontstaat een rekbare rand.[1]

Bij breipatronen wordt de kantsteek soms wel, soms niet aangegeven. Er staat dan bijvoorbeeld de instructie om een aantal steken op te zetten aan het begin van het breiwerk, plus twee kantsteken.